# Alexander Kuschmann
Alexander Kuschmann (* 21. August 1979) ist ein ehemaliger deutscher Fußballspieler.

## Werdegang
Der Torwart Alexander Kuschmann begann seine Karriere beim Post SV Dortmund und wechselte im Jahre 1991 in die Jugendabteilung von Borussia Dortmund. 1996 wurde er mit Dortmunds B-Jugend deutscher Meister nach einem 6:1-Finalsieg über den 1. FC Saarbrücken. 1997 und 1998 folgten Meistertitel mit der A-Jugend. Beim ersten Mal besiegten die Dortmunder den TSV 1860 München mit 2:1, ehe die Borussen 1998 nach Elfmeterschießen gegen den FC Bayern München gewannen. Kuschmann hielt in diesem Spiel gleich fünf Elfmeter.
Im Sommer 1998 rückte Kuschmann in den Kader der zweiten Herrenmannschaft von Borussia Dortmund auf und spielte fortan in der seinerzeit drittklassigen Regionalliga West/Südwest. Dort kam er allerdings nur unregelmäßig zum Einsatz. In der Saison 2000/01 stiegen die Dortmunder Amateure aus der Regionalliga ab und schafften in der folgenden Saison den direkten Wiederaufstieg. Kuschmann wechselte daraufhin zum Regionalligisten VfL Osnabrück. Mit den Osnabrückern wurde Kuschmann in der Saison 2003/03 Vizemeister hinter dem FC Erzgebirge Aue und stieg in die 2. Bundesliga auf. Allerdings kam er an Stammtorhüter Uwe Brunn nicht vorbei und wurde regelmäßig in der zweiten Mannschaft eingesetzt. Sein einziges Profispiel absolvierte Alexander Kuschmann am 23. Mai 2004 bei der 2:3-Niederlage der Osnabrücker bei Rot-Weiß Oberhausen. Osnabrück stand bereits als Absteiger fest.
Im Sommer 2005 wechselte Alexander Kuschmann zum FC Gütersloh 2000 in die viertklassige Oberliga Westfalen und wurde dort zum Stammtorwart. Gleich in seiner ersten Saison führte er seine Mannschaft auf Platz drei. 2008 gelang die Qualifikation für die neu geschaffene NRW-Liga, aus der die Gütersloher am Ende der Saison 2008/09 nur aufgrund der schlechteren Tordifferenz gegenüber der Hammer SpVg absteigen mussten. Im Jahre 2011 folgte dann der Wechsel zur Hammer SpVg, mit denen er in der Saison 2011/12 Vizemeister hinter dem SV Lippstadt 08 wurde. Gleichzeitig gelang die Qualifikation für die wieder eingeführte Oberliga Westfalen. 2013 wechselte er zum Bezirksligisten BSV Schüren, mit dem er prompt in die Landesliga aufstieg. Im Jahre 2015 beendete er seine Karriere und trainiert seitdem den Torwartnachwuchs von Borussia Dortmund.

## Erfolge
- Aufstieg in die 2. Bundesliga: 2003
- Meister der Oberliga Westfalen: 2001/02
- Deutscher A-Juniorenmeister: 1997, 1998
- Deutscher B-Juniorenmeister: 1996